# Ascanio Parisani
Ascanio Parisani (Tolentino, 1500 ca. – Roma, 3 aprile 1549) è stato un cardinale e vescovo cattolico italiano.

## Biografia
Nato a Tolentino nei primi anni del Cinqucento da Lorenzo di ser Massio, era membro di un'antica famiglia comitale. Nel 1520 divenne canonico del duomo di Cesena e si legò all'allora vescovo di Rimini Giovanni Maria Ciocchi del Monte, futuro papa Giulio III, che lo impiegò come segretario personale.
Il 3 gennaio 1528 fu nominato vescovo di Caiazzo e vi rimase fino al 24 maggio dell'anno successivo, quando divenne vescovo di Rimini, in seguito alle dimissioni di del Monte. Ricevette la consacrazione episcopale il 20 giugno 1529 e la cerimonia ebbe luogo nella cappella Sistina; fu consacrato da Gabriele Mascioli, O.E.S.A., arcivescovo di Durazzo, assistito da Natale della Torre, già vescovo di Veglia, e Francesco Sperolo, già vescovo di San Leone.
Papa Paolo III lo elevò al rango di cardinale nel concistoro del 19 dicembre 1539.
Dal 1543 fu cardinale protettore dell'Ordine dei serviti e fu promotore del rifacimento della facciata della chiesa di San Marcello al Corso, affidando i lavori al Sangallo. All'inizio del 1545 lasciò la legazione di Perugia al cardinale Tiberio Crispo, appena nominato, mentre il 13 maggio 1547 fu nominato legato di Campagna e Marittima.
Morì il 3 aprile 1549 e fu sepolto, accogliendo i suoi desideri, nella cappella della Maddalena o della Pietà di famiglia della chiesa di San Marcello al Corso. Un suo ritratto è ancora oggi visibile nel palazzo Silveri di Tolentino.

## Genealogia episcopale
La genealogia episcopale è:
- Arcivescovo Gabriele Mascioli, O.E.S.A.
- Cardinale Ascanio Parisani